# Tunnel van Ruyff
De tunnel van Ruyff is een spoortunnel in de gemeente Baelen. De tunnel heeft een lengte van 63 meter. De dubbelsporige spoorlijn 37 gaat door de tunnel.